# Дольсько (Поморське воєводство)
Дольсько (пол. Dolsko, нім. Dulzig) — село в Польщі, у гміні Мястко Битівського повіту Поморського воєводства.
Населення — 88 осіб (2011).
У 1975-1998 роках село належало до Слупського воєводства.

## Демографія
Демографічна структура станом на 31 березня 2011 року:
|          | Загалом | Допрацездатний вік | Працездатний вік | Постпрацездатний вік |
| -------- | ------- | ------------------ | ---------------- | -------------------- |
| Чоловіки | 45      | 10                 | 32               | 3                    |
| Жінки    | 43      | 4                  | 29               | 10                   |
| Разом    | 88      | 14                 | 61               | 13                   |